# Ginkgo
Ginkgo is een geslacht van bomen uit de familie Ginkgoaceae. Het geslacht is bijna uitgestorven, alleen de Japanse notenboom (Ginkgo biloba) is nog aanwezig en wordt gezien als een levend fossiel. De Japanse notenboom wordt mede daardoor ook wel kortweg Ginkgo genoemd.
De geslachtsnaam Ginkgo is afgeleid van het Japanse 'Ginkyo', wat 'zilveren abrikoos' betekent. Het woord 'biloba' betekent 'twee lobben' en verwijst naar de vorm van de bladeren. De spelling met een 'g' in plaats van een 'y' is het gevolg van een leesfout die in de officiële benamingen is gekomen.
Ginkgo is een geslacht van ongebruikelijke naaktzadigen. De orde waartoe het behoort, Ginkgoales, verscheen voor het eerst in het Perm, 270 miljoen jaar geleden, mogelijk afgeleid van zaadvarens van de orde Peltaspermales en bevat nu alleen dit enkele geslacht en soort. Het tempo van de evolutie binnen het geslacht was traag en bijna alle soorten waren uitgestorven tegen het einde van het Plioceen. De uitzondering is de enige levende soort Ginkgo biloba, die alleen in het wild in China voorkomt, maar over de hele wereld wordt gekweekt. De verwantschappen tussen ginkgo's en andere groepen planten zijn niet volledig opgelost.

## Fossielen
Het geslacht is miljoenen jaren oud. De oudste fossielen dateren uit Permperiode. Over het algemeen wordt aangenomen dat de familie Ginkgoaceae en het geslacht Ginkgo voortkomen uit de zaadvarens. De meest verwante aan de Ginkgoaceae en Ginkgo zijn de palmvarens. De enige overgebleven Ginkgo, de Japanse notenboom is nauwelijks veranderd sinds het Mesozoïcum.
Van de uitgestorven soorten zijn er aardig wat fossielen gevonden, zoals de eendepootboom. Deze is vernoemd naar de gevonden vorm van het fossiele blad.

## Prehistorie
Ginkgo is een levend fossiel, met fossielen die vergelijkbaar zijn met moderne ginkgo uit het Perm, die 270 miljoen jaar oud zijn. De meest plausibele voorouderlijke groep voor de orde Ginkgoales is de Pteridospermatophyta, ook bekend als de zaadvarens, met name de orde Peltaspermales. De dichtstbijzijnde levende familieleden van de clade zijn de cycaden, die met de bestaande G. biloba het kenmerk van beweeglijk sperma delen. Fossielen die aan het geslacht Ginkgo zijn toe te schrijven, verschenen voor het eerst in het Onder-Jura en het geslacht diversifieerde en verspreidde zich over Laurasia tijdens het Midden-Jura en het Krijt. Het daalde in diversiteit naarmate het Krijt vorderde met het uitsterven van soorten zoals Ginkgo huolinhensis en door het Paleoceen slechts een paar Ginkgo-soorten, waaronder Ginkgo cranei en Ginkgo adiantoides, terwijl een opmerkelijk andere (en slecht gedocumenteerde) vorm bleef bestaan op het zuidelijk halfrond. Aan het einde van het Plioceen verdwenen Ginkgo-fossielen overal uit het fossielenbestand, behalve in een klein deel van centraal China, waar de moderne soort overleefde. Het is de vraag of de fossiele Ginkgo-soorten op het noordelijk halfrond betrouwbaar kunnen worden onderscheiden. Gezien het trage tempo van de evolutie en de morfologische gelijkenis tussen leden van het geslacht, waren er mogelijk slechts een of twee soorten op het noordelijk halfrond door het gehele Cenozoïcum: het huidige G. biloba (inclusief G. adiantoides) en G. gardneri uit het Paleoceen van Schotland.
Morfologisch gezien zijn G. gardneri en de soorten op het zuidelijk halfrond de enige bekende post-Jura-taxa die ondubbelzinnig kunnen worden herkend. De rest kunnen ecotypes of ondersoorten zijn. De implicaties zouden zijn dat G. biloba over een extreem breed bereik had plaatsgevonden, opmerkelijke genetische flexibiliteit had en, hoewel genetisch evoluerend, nooit veel speciatie vertoonde. Hoewel het onwaarschijnlijk lijkt dat een soort vele miljoenen jaren kan bestaan als een aaneengesloten entiteit, passen veel van de levensgeschiedenisparameters van de ginkgo. Dit zijn: extreme levensduur; langzame reproductiesnelheid (in het Cenozoïcum en later) een brede, schijnbaar aaneengesloten, maar gestaag samentrekkende distributie gekoppeld aan, voor zover kan worden aangetoond uit het fossielenbestand, extreem ecologisch conservatisme (beperking tot verstoorde streamside-omgevingen).
De moderne G. biloba groeit het beste in goed bewaterde en gedraineerde omgevingen en de extreem vergelijkbare fossiele Ginkgo begunstigde vergelijkbare omgevingen. De sedimentarchieven bij de meeste fossiele Ginkgo-plaatsen geven aan dat het voornamelijk groeide in verstoorde omgevingen langs beken en dijken. Ginkgo presenteert daarom een 'ecologische paradox' omdat, hoewel het een aantal gunstige eigenschappen bezit voor het leven in verstoorde omgevingen (klonale reproductie), veel van zijn andere kenmerken in de levensgeschiedenis (langzame groei, grote zaadgrootte, late reproductieve volwassenheid) het tegenovergestelde zijn van die zijn tentoongesteld door moderne planten die gedijen in verstoorde omgevingen.
Gezien de trage evolutie van het geslacht, is het mogelijk dat Ginkgo een pre-angiospermstrategie voor overleving in verstoorde streamside-omgevingen vertegenwoordigt. Ginkgo evolueerde in een tijdperk vóór bloeiende planten, toen varens, cycaden en cycadeoïden verstoorde stroomzijdeomgevingen domineerden en een lage, open, struikachtige luifel vormden. De grote zaden van Ginkgo en zijn gewoonte om te 'bouten' - tot een hoogte van tien meter groeiden voordat hij zijn zijtakken verlengde - kunnen aanpassingen zijn aan een dergelijke omgeving. Diversiteit in het geslacht Ginkgo daalde door het Krijt (samen met die van varens, cycaden en cycadeoïden) op hetzelfde moment dat de bloeiende planten in opkomst waren, wat het idee ondersteunt dat bloeiende planten, met hun betere aanpassingen aan verstoring, Ginkgo en zijn medeplanten na verloop van tijd verdrongen.
Ginkgo is gebruikt voor het classificeren van planten met bladeren die meer dan vier aderen per segment hebben, terwijl Baiera voor degenen met minder dan vier aderen per segment werd gebruikt. Sphenobaiera is gebruikt om planten te classificeren met breed wigvormige bladeren die verschillende bladstelen missen. Trichopitys onderscheidt zich door het hebben van meervoudig gevorkte bladeren met cilindrische (niet afgeplatte), draadachtige uiteindelijke verdelingen; het is een van de vroegste fossielen toegeschreven aan de Ginkgophyta.

## Fylogenie
Vanaf februari 2013 hebben moleculaire fylogenetische studies ten minste zes verschillende plaatsingen van Ginkgo geproduceerd ten opzichte van cycaden, coniferen, gnetophyten en angiospermen. De twee meest voorkomende zijn dat Ginkgo een zuster is van een clade bestaande uit coniferen en gnetophytes en dat Ginkgo en cycaden een clade vormen binnen de gymnospermen. Een studie uit 2013 onderzocht de redenen voor de discrepante resultaten en concludeerde dat de beste ondersteuning was voor de monofilie van Ginkgo en cycaden.